# Komitas-staatsconservatorium van Jerevan
Het Komitas-staatsconservatorium van Jerevan (Armeens: Կոմիտասի անվան Երևանի Պետական Երաժշտական Կոնսերվատորիա Jerevani Komitasi anvan petakan konservatoria) is een conservatorium in de Armeense hoofdstad Jerevan.

## Geschiedenis
Het conservatorium werd oorspronkelijk in 1921 opgestart als muziekstudio maar werd in 1923 een hogeschool voor muziekeducatie. Het conservatorium is vernoemd naar de stichter van de Armeense nationale muziekschool, Komitas Vardapet (1869-1935). De oprichter en de eerste directeur van het Armeens conservatorium was de musicus, componist en dirigent Romanos Melikian, die had gestudeerd aan de conservatoria van Sint-Petersburg en Moskou.
Het conservatorium heeft een eigen permanent symfonieorkest, kamerorkest, folkorkest, folkloristisch koor en verschillende kamerensembles. In het schoolgebouw bevindt zich een operastudio met een grote zaal met 275 zitplaatsen en een theaterpodium waar, zowel docenten als studenten, producers, dirigenten, orkestmuzikanten en koorzangers, de opera's opvoeren. Alle zangpartijen in deze opera's worden uitgevoerd door de studenten van de afdeling zang.
Er zijn ook drie kleine concertzalen in het conservatorium (elk 80-100 zitplaatsen). Ze worden gebruikt voor academische avonden, solo-, klas-, faculteits- of jubileumrecitals en informele bijeenkomsten.

## Rectors
- Romanos Melikian (1921-1924)
- Arshak Adamian (1924-1926)
- Anushavan Seigneur Ghevondyan (1926-1930)
- Spiridon Melikyan (1930-1931)
- V. Samvelyan (1933-1936)
- Constantine Sarajev (1936-1938)
- Samson Gasparyan (1938-1940)
- Gregory Yeghiazaryan (1954-1960)
- Ghazaros Sarian (1960-1986)
- Edgar Hovhannisyan (1986-1991)
- Tigran Mansourian (1992-1995)
- Armen Smbatyan (1995-2002)
- Sergei Sarajyan

## Alumni
- Vartan Adjemian
- Tatul Altunian
- Robert Amirkhanian
- Vahan Artsruni
- Aleksandr Aroetioenjan
- Anzhela Atabekyan
- Khachatur Avetisian
- Mikael Avetisian
- Arno Babajanian
- Vahram Babaian
- Ani Batikian
- Tsolak Bekarian
- Raffi Besalian
- Levon Chaushian
- Geghuni Chitchian
- Arsen Grigorian (Mro)
- Tigran Hekekian
- Gagik Hovunts
- David Khanjian
- Tigran Mansurian
- Armen Martirosian
- Tigran Majtesian
- Edvard Mirzoian
- Armen Movsessian
- Iveta Mukuchian
- Svetlana Navasardian
- Hasmik Papian
- Konstantin Petrossian
- Tovmas Poghosian
- Heghine Rapjan
- Stepan Rostomian
- Vardan Sardarian
- Gevorg Sargsian
- Ghazaros Sarian
- Aram Satian
- David Satian
- Vache Sharafian
- Gerard Jirayr Svazlian
- Eduard Topchjan
- Ara Torosian
- Anahit Tsitsikian
- Julietta Vardanian
- William Weiner
- Varduhi Yeritsian
- Samvel Yervinyan
- Lusine Zakarian
- Idin Samimi Mofakham